# 1041年
| 千纪： | 2千纪 |
| 世纪： | 10世纪 \| 11世纪 \| 12世纪                                                                                             |
| 年代： | 1010年代 \| 1020年代 \| 1030年代 \| 1040年代 \| 1050年代 \| 1060年代 \| 1070年代                                       |
| 年份： | 1036年 \| 1037年 \| 1038年 \| 1039年 \| 1040年 \| 1041年 \| 1042年 \| 1043年 \| 1044年 \| 1045年 \| 1046年             |
| 纪年： | 辛巳年（蛇年）；契丹重熙十年；北宋康定二年，慶曆元年；大理圣明元年；西夏天授禮法延祚四年；越南符有道三年；日本長久二年 |

## 大事记
- 中国
  - 好水川之戰，宋朝再度敗於西夏，宋仁宗聞知後震怒，貶韓琦、范仲淹。
  - 楊岐方會禪師創杨岐宗
- 中亞
  - 大約在這一年，喀喇汗国纳赛尔·阿里的兒子貝里特勤在河中建立西喀喇汗国，從此喀喇汗國分裂為東喀喇汗國與西喀喇汗國兩部分。

## 出生
- 大江匡房，日本贵族
- 藤原師信，日本贵族
- 江喜陀，緬甸君主
- 耶律和魯斡，辽兴宗第二子
- 范祖禹，宋朝学者
- 趙曦，宋仁宗的第三子
- 郭茂倩，宋朝学者
- 訶梨跋摩三世，占婆11世紀中期国王

## 逝世
- 毗建陀跋摩四世，占婆11世紀中期国王
- 石延年，宋代的文學家和書法家
- 趙昕 (宋朝)，宋仁宗的第二子
- 米海爾四世，拜占庭帝國皇帝
- 藤原公任，日本贵族